# (74136) 1998 QP73
(74136) 1998 QP73 – planetoida z pasa głównego asteroid okrążająca Słońce w ciągu 4,21 lat w średniej odległości 2,61 j.a. Odkryta 24 sierpnia 1998 roku.